# 捷克克鲁姆洛夫教长楼

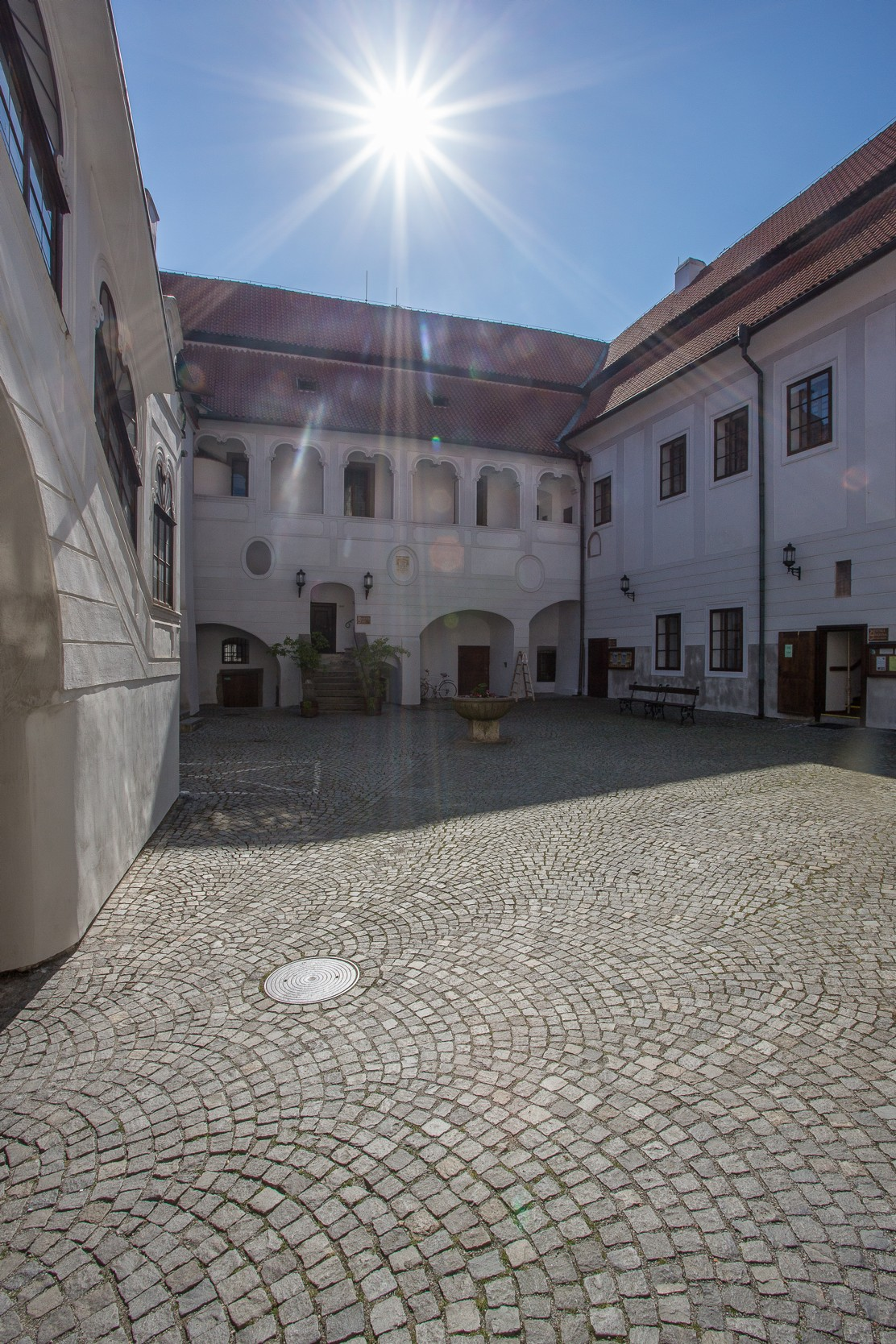

捷克克鲁姆洛夫教长楼（捷克語：Prelatura v Českém Krumlově）位于捷克南波希米亞州城市捷克克鲁姆洛夫霍尼街（Horní）155号，伏尔塔瓦河河曲上方的岩石高原上。此樓為哥特式风格建築，1624年重建，目前是市图书馆所在地。